# 1528

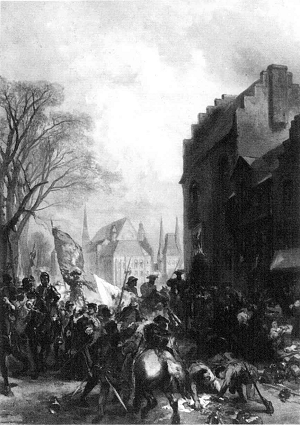
Maarten van Rossum brandschat Den Haag

Het jaar 1528 is het 28e jaar in de 16e eeuw volgens de christelijke jaartelling.

## Gebeurtenissen
januari
- 12 - Kroning van Gustaaf I van Zweden in Uppsala.
- Bern gaat na een godsdienstgesprek over naar het protestantisme.
- De Staten van het Oversticht erkennen Karel V als landsheer.

maart
- 10 - In Wenen wordt de Wederdoper en ex-priester Balthasar Hubmaier gedood op de brandstapel.
- maart - Maarten van Rossum brandschat Den Haag en plundert de omgeving.

april
- 16 - De eerste Spaanse gouverneur Pánfilo de Narváez claimt het land van Florida voor de koning van Spanje.
- Huwelijk van Ercole II d'Este en Renate van Frankrijk.

mei
- 1 - Pánfilo de Narváez trekt met het grootste deel van zijn bemanning het binnenland van Florida in. Hij ontmoet er een vijandige bevolking.

juli
- 4 - De Habsburgse veldheer Floris van Egmont verovert Harderwijk op Karel van Gelre na een beleg van twee weken.
- 7 - Hernán Cortés neemt bij vertrek uit Mexico de eerste cacaobonen mee naar Europa.
- 15 - Floris van Egmont en Georg Schenck van Toutenburg slaan het beleg op voor Tiel.

augustus
- 13 - Het beleg van Tiel wordt opgebroken.

september
- 22 - De meeste leden van de expeditie van Pánfilo de Narváez, onder wie Narváez zelf, komen om na een storm in de Golf van Mexico.

oktober
- 3 - Verdrag van Gorinchem: Karel van Egmont erkent Karel V in diens positie als heer der Nederlanden als zijn leenheer. Hij behoudt Groningen, de Ommelanden en Drenthe. Indien hij kinderloos sterft, zullen zijn landen aan Karel V vervallen. Het verdrag wordt niet ondertekend.
- 21 - Het bisdom Utrecht wordt geseculariseerd. Elect Hendrik van de Palts moet de wereldlijke macht afstaan aan keizer Karel V. Vorming van de heerlijkheid Utrecht, heerlijkheid Overijssel en landschap Drenthe.

november
- Huwelijk van Günther XL van Schwarzburg en Elisabeth van Isenburg-Büdingen-Ronneburg

zonder datum
- Andrea Doria verdrijft de Fransen uit Genua en hergeeft de republiek haar vrijheid.
- De rijksstad Bazel verbiedt de katholieke godsdienst en annexeert gebieden van het prinsbisdom in de Salsgouw, de Buchgouw, de Sisgouw en de Frickgouw. De bisschop sluit daarop een verbond met de katholieke kantons van het Eedgenootschap.
- Ontdekking van het Tablet van Lyon, een bronzen plaquette met daarop een redevoering van keizer Claudius.
- De Orde der Kapucijnen ontvangt haar stichtingsoorkonde van paus Clemens VII.
- De heerlijkheid Lippe wordt verheven tot een graafschap.
- Antonio Tiangliente publiceert het eerste modelboek voor kant.
- Stichting van Acapulco en Ciudad Real (San Cristóbal de las Casas).
- Francisco de Montejo geeft zijn poging Yucatán te veroveren op.
- Álvaro de Saavedra ontdekt de Chuukeilanden.
- Diogo Rodrigues ontdekt het eiland Rodrigues.
- Köthen gaat over tot het protestantisme.

## Beeldende kunst

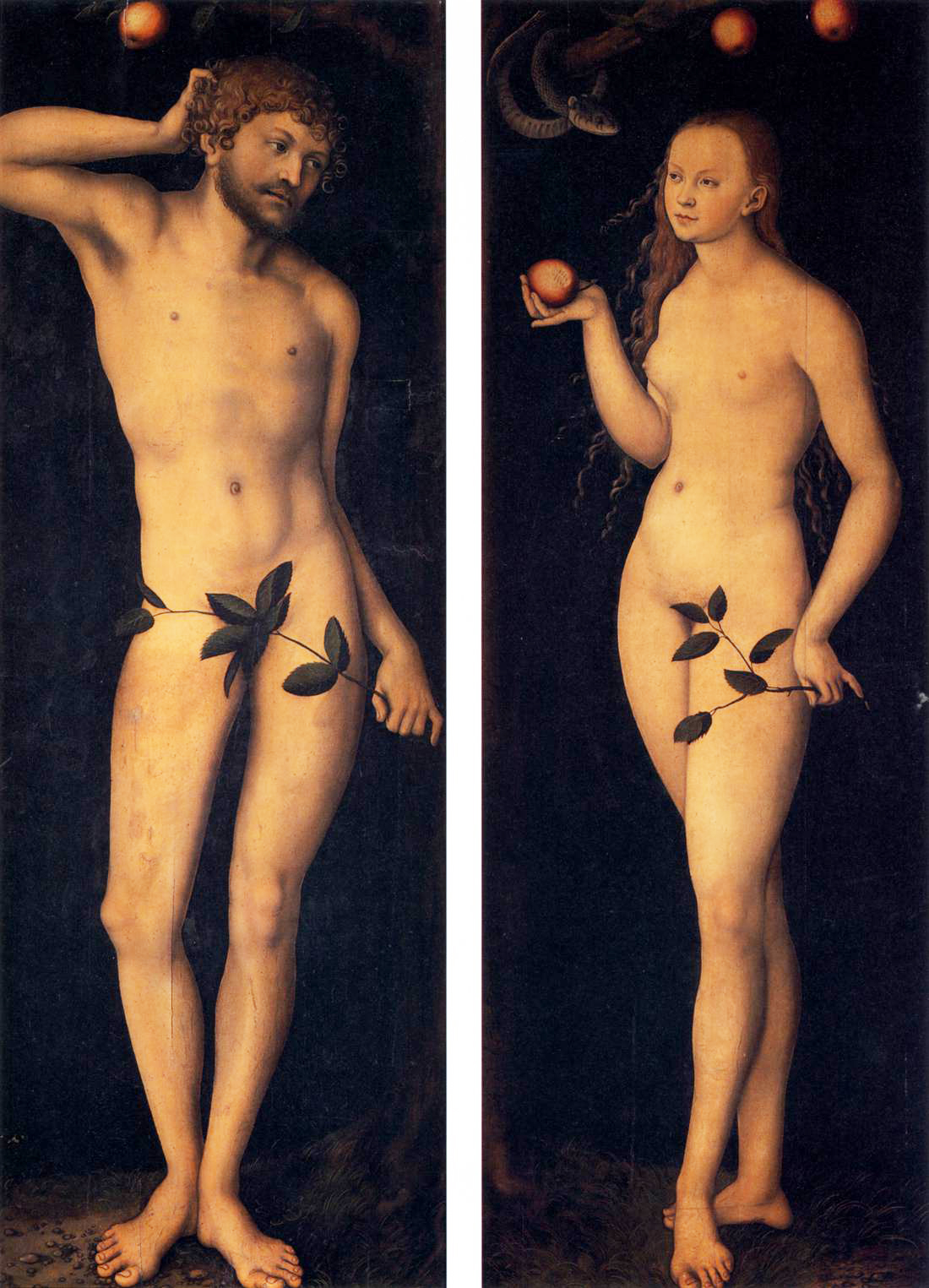
Lucas Cranach de Oude: Adam en Eva
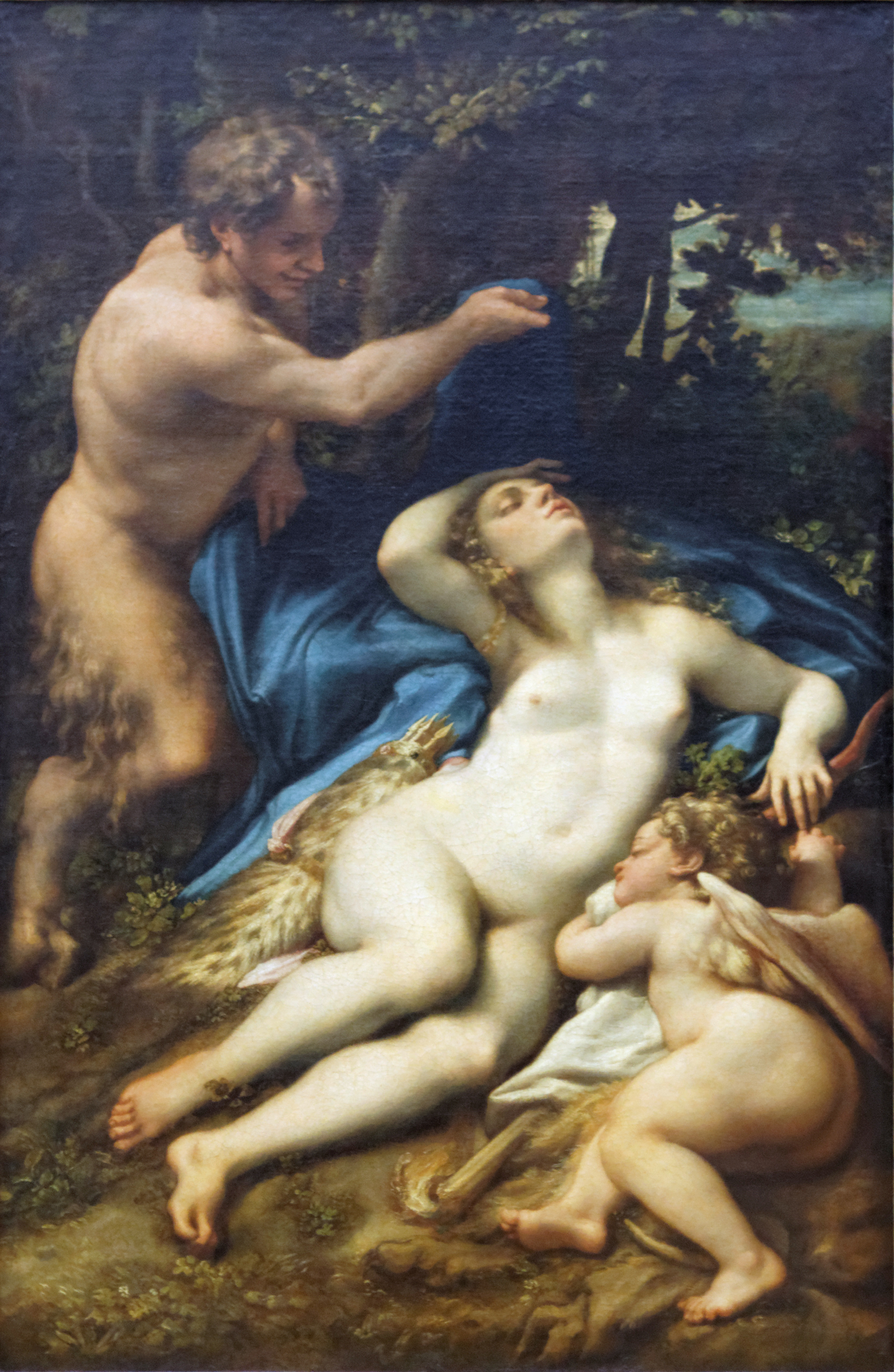
Antonio da Correggio: Venus en Cupido met een satyr
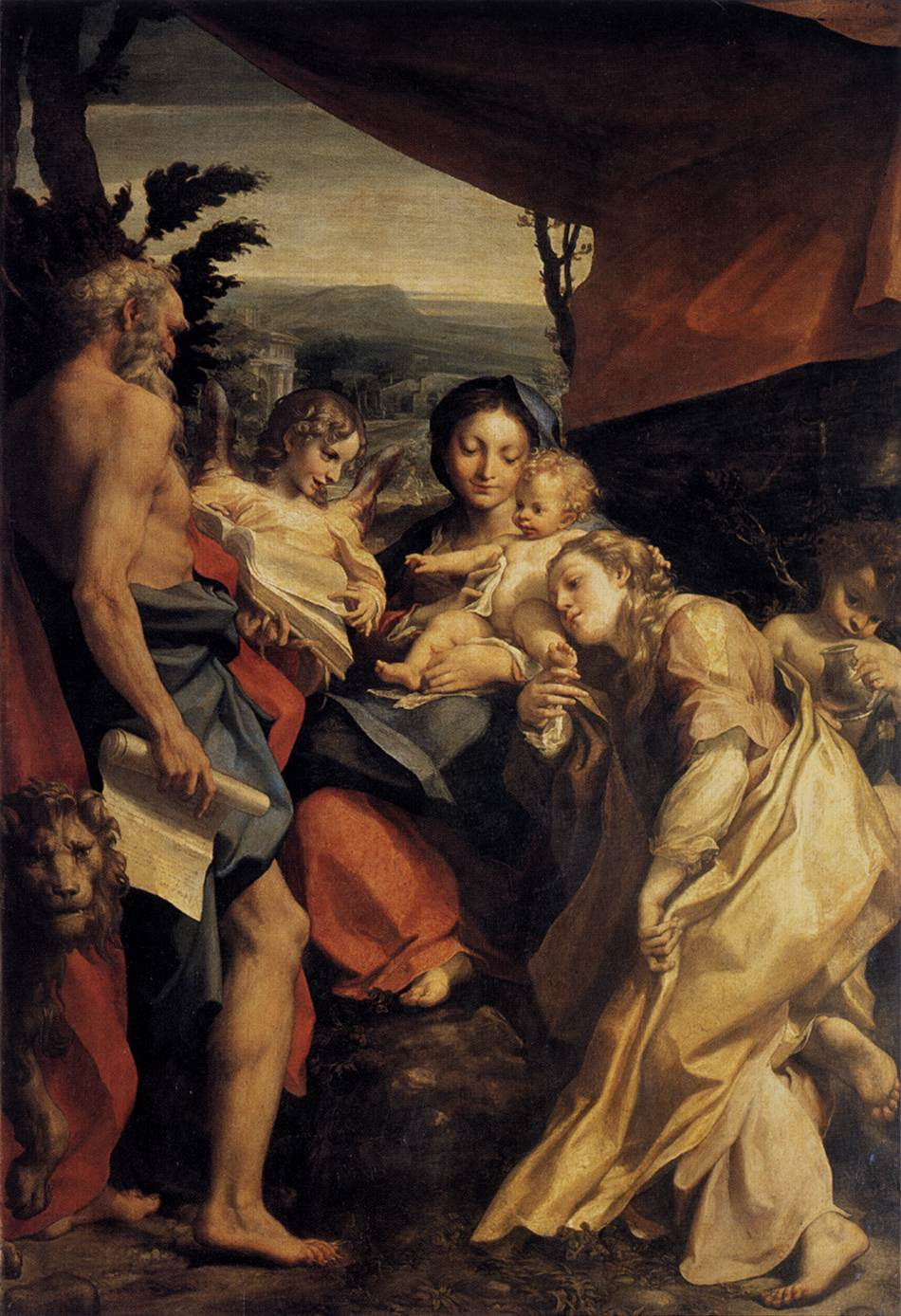
Antonio da Correggio: Madonna van de heilige Hiëronymus
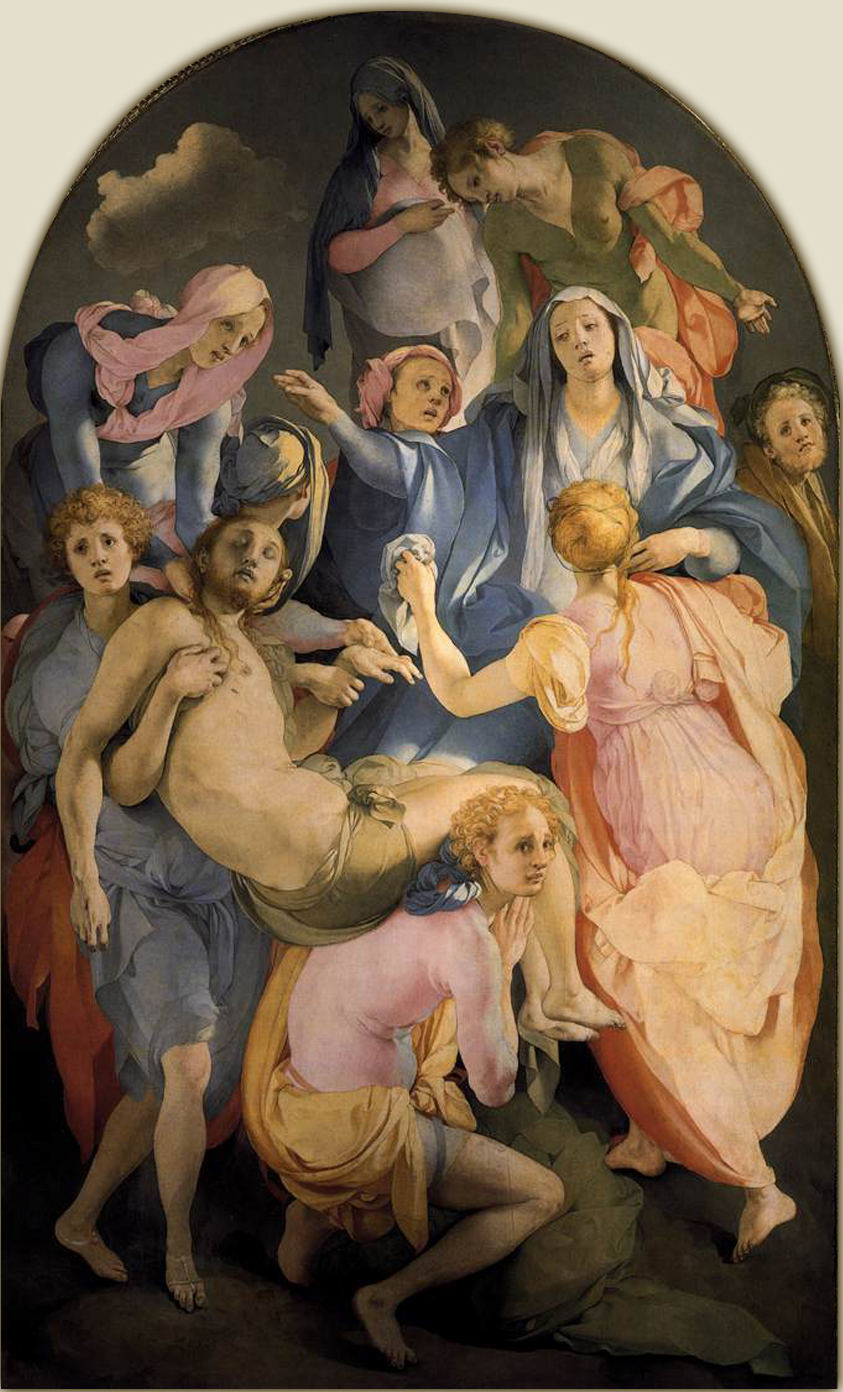
Jacopo Pontormo: De kruisafneming
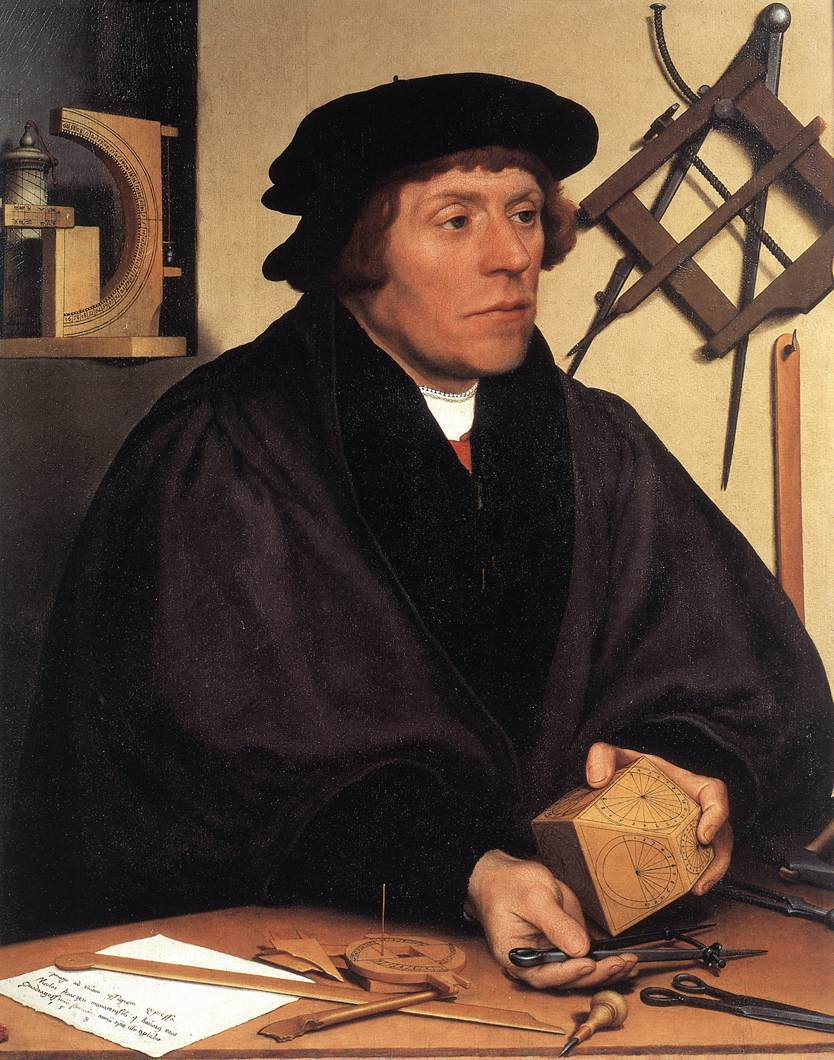
Hans Holbein de Jongere: Portret van Nicolaus Kratzer

## Opvolging
- Napels (onderkoning) - Hugo de Moncada opgevolgd door Filibert van Chalon
- Nemours - Filips van Savoye vanuit kroonbezit
- Oost-Friesland - Edzard I opgevolgd door zijn zoon Enno II
- Saluzzo - Michael Anton opgevolgd door Johan Lodewijk
- Teschen - Casimir II opgevolgd door zijn kleinzoon Wenceslaus III Adam

## Afbeeldingen

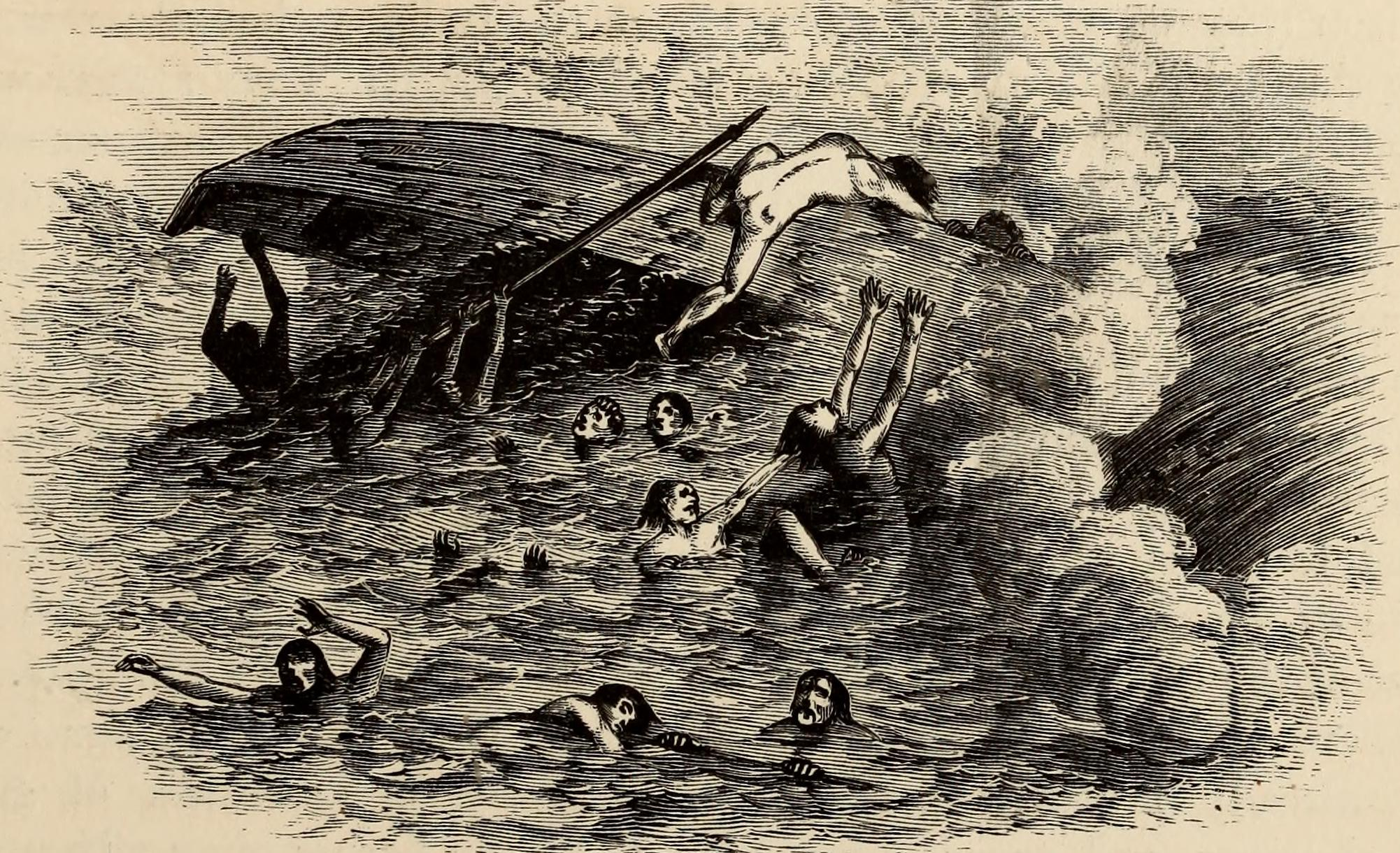
De expeditie van Pánfilo de Narváez lijdt schipsbreuk
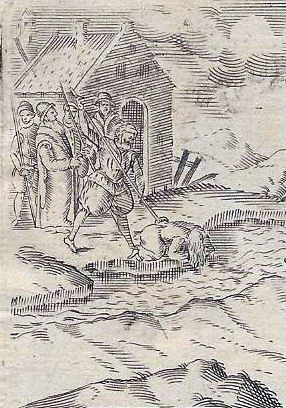
Na de verbranding van Balthasar Hubmaier wordt zijn echtgenote verdronken
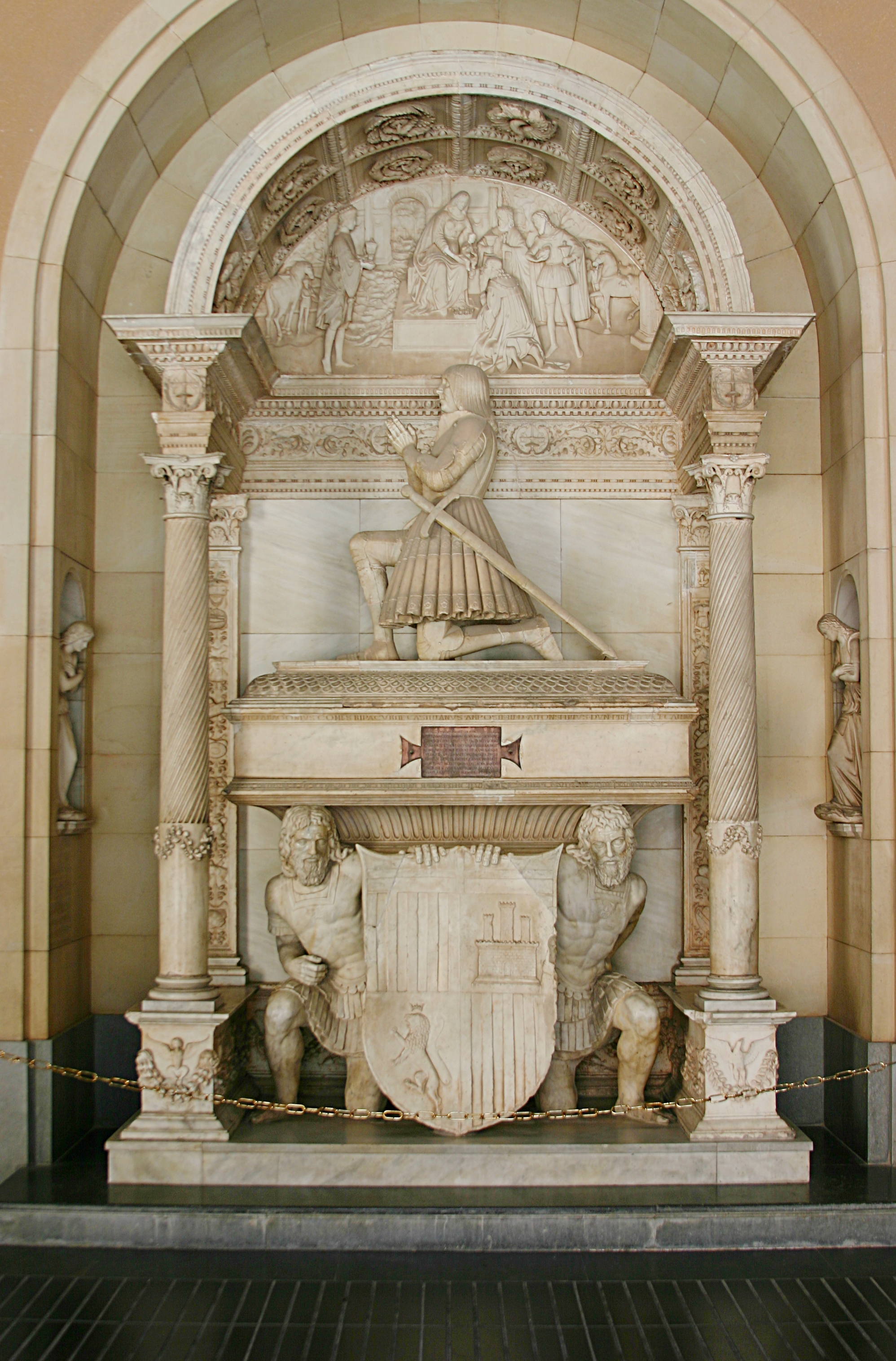
praalgraf van Johan II van Ribagorça
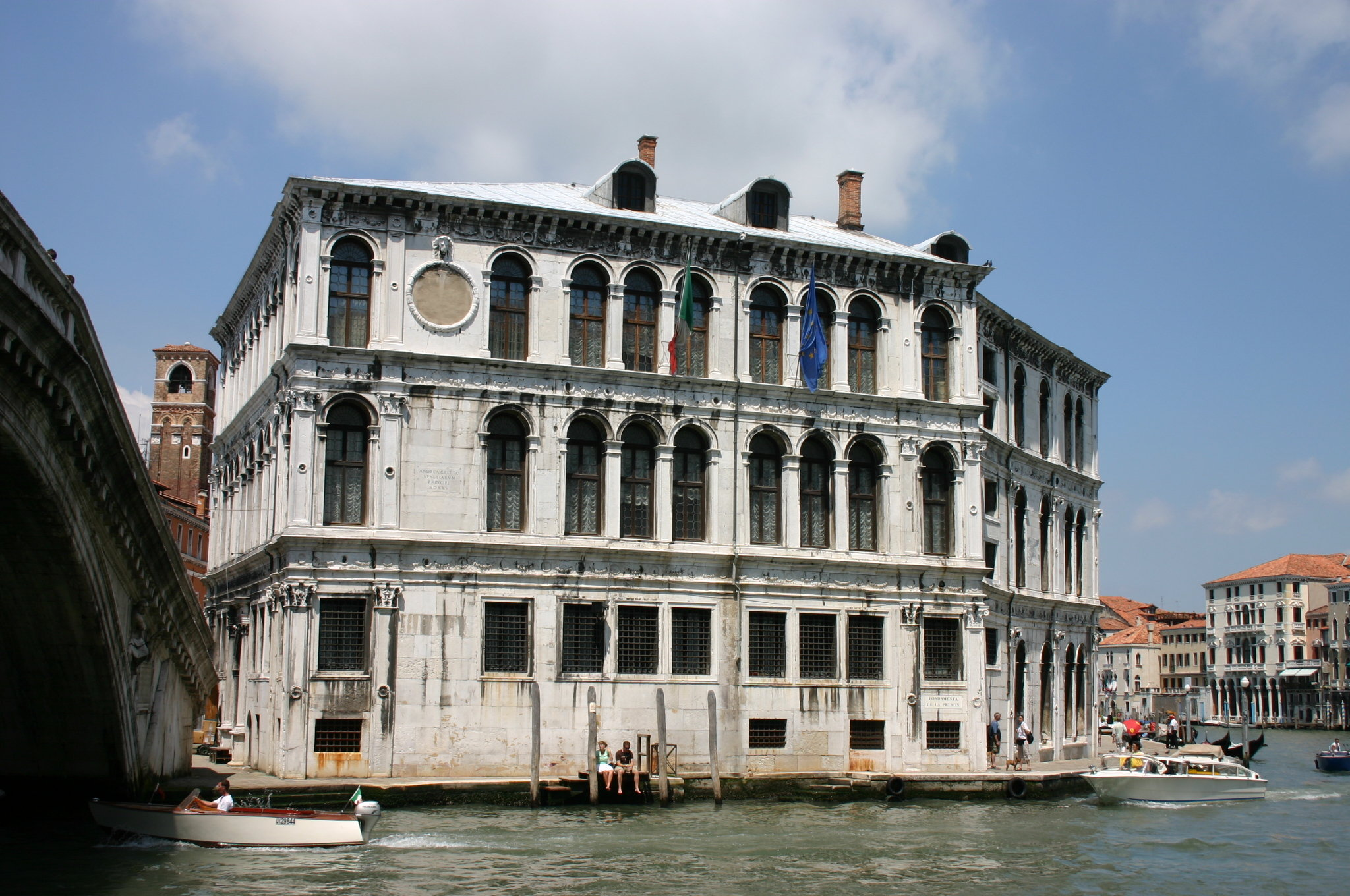
Palazzo dei Camerlenghi, Venetië (voltooid 1528)
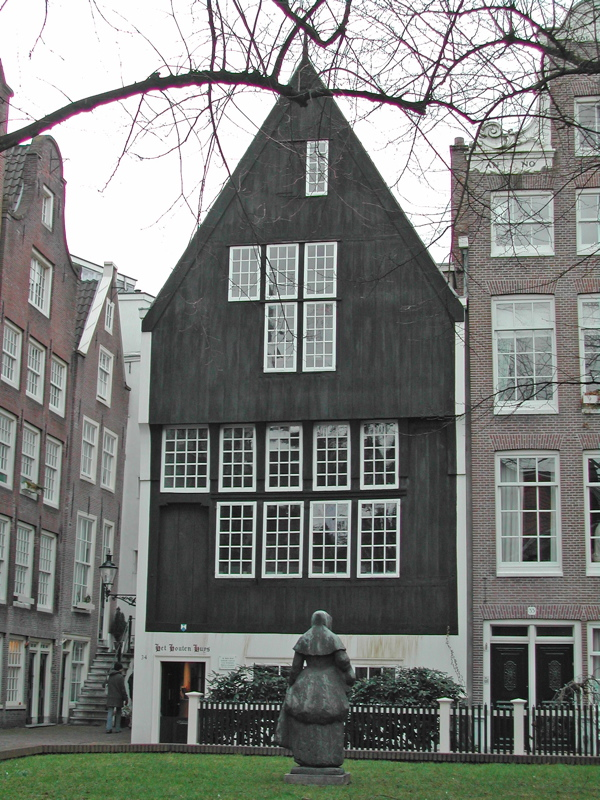
Het Houten Huys, Begijnhof Amsterdam (ca. 1528)
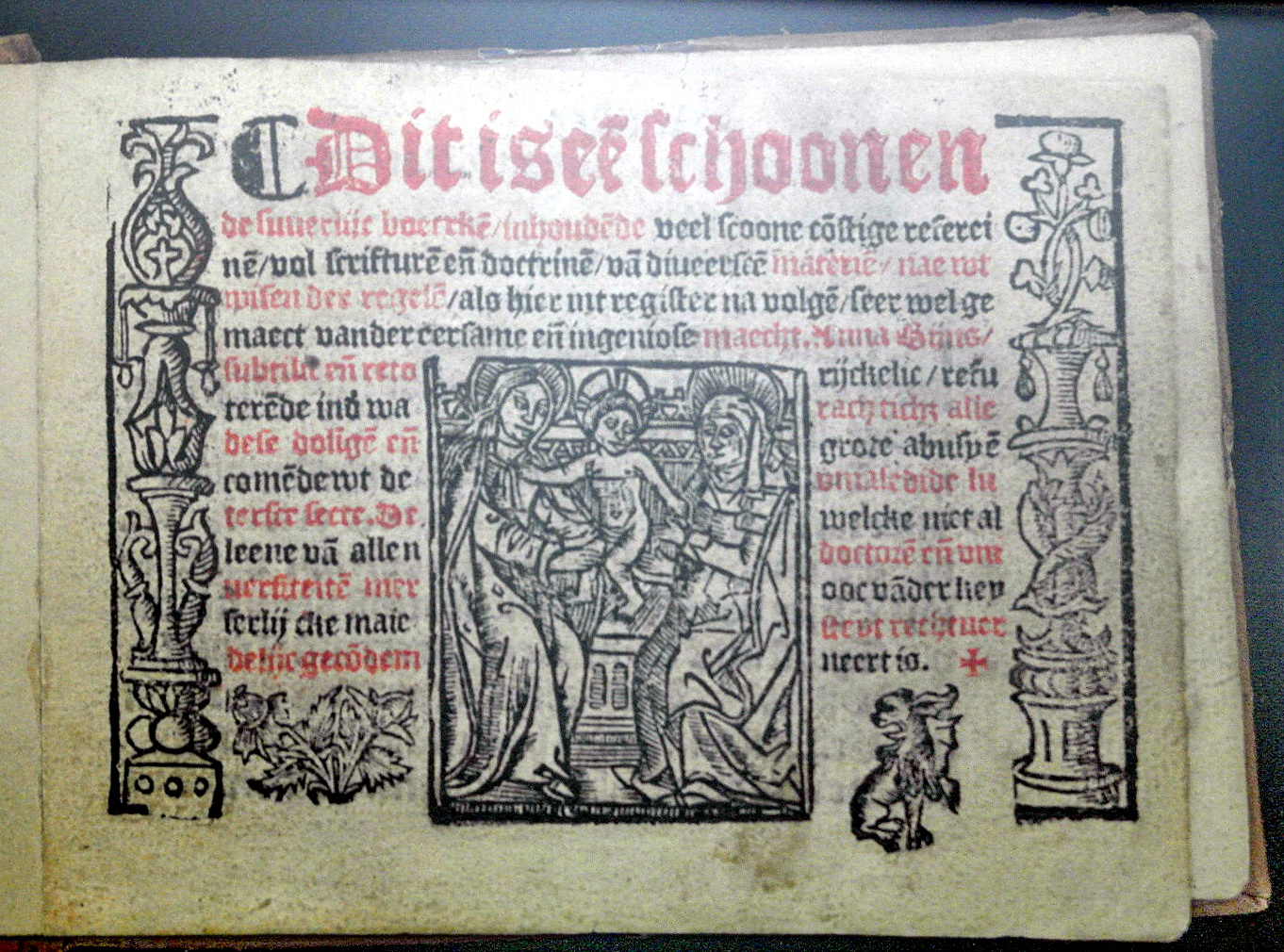
Schoon ende suverlijc boecxken inhoudende veel constige refereinen
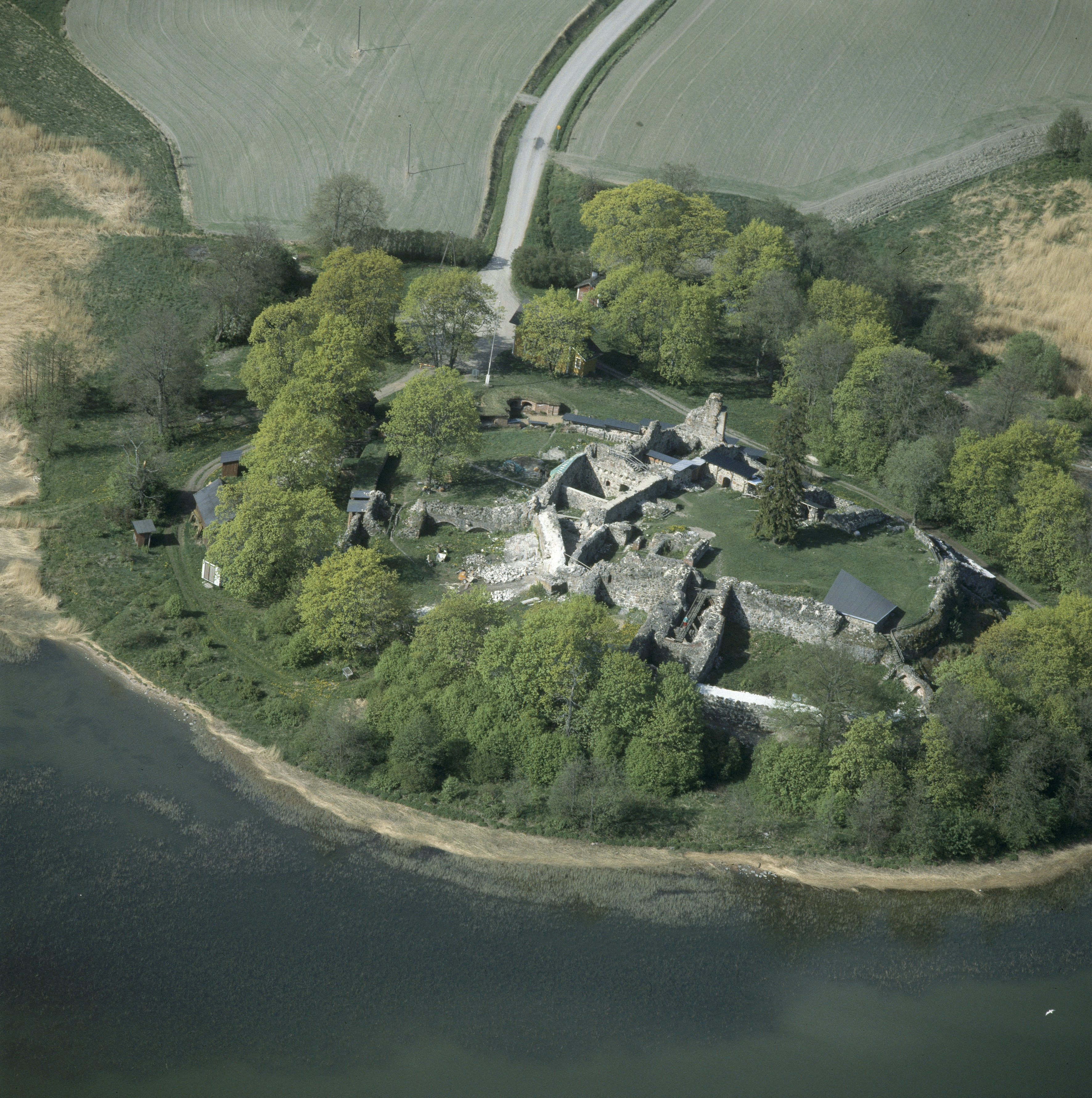
Kasteel Kuusisto (afgebroken 1528)

## Geboren
- 7 januari - Johanna van Albret, koningin van Navarra (1555-1572)
- 7 februari - Dorothea van Pommeren, Duits edelvrouw
- 29 februari - Albrecht V, hertog van Beieren (1550-1579)
- 10 maart - Akechi Mitsuhide, Japans samoerai
- 8 april - Reinhard van Hanau-Münzenberg, Duits edelman
- 13 juni - Sabina van Palts-Simmern, Duits edelvrouw
- 21 juni - Maria van Spanje, Spaans prinses, echtgenote van Maximiliaan II
- 29 juni - Julius van Brunswijk-Wolfenbüttel, Duits edelman
- 6 juli - Jan van Bourbon-Soissons, Frans edelman
- 7 juli - Anna van Oostenrijk, echtgenote van Albrecht V van Beieren
- 8 juli - Emanuel Filibert van Savoye, hertog van Savoye (1553-1580) en landvoogd der Nederlanden
- ca. 25 juli - Claes van der Elst, Nederlands geestelijke
- 10 augustus - Erik II van Brunswijk-Calenberg-Göttingen, Duits edelman
- 25 augustus - Luis de Zúñiga y Requesens, Spaans legerleider en staatsman
- 25 september - Otto II van Brunswijk-Harburg, Duits edelman
- 25 oktober - Seerp van Galama, Fries politicus
- 2 november - Petrus Lotichius Secundus, Duits dichter
- 29 november - Anthony Browne, Engels edelman
- 13 december - Casimir II van Teschen (~79), Silezisch edelman
- Rémy Belleau, Frans dichter
- Adam von Bodenstein, Zwitsers alchemist
- Theodoor de Bry, Luiks graficus
- Jerónimo Luis de Cabrera, Spaans conquistador
- Arent van Duivenvoorde, Noord-Nederlands edelman
- Wolfgang II van Eberstein-Massow, Duits edelman
- Jan IV van Glymes, Nederlands edelman
- Adrianus van Hilvarenbeek, Nederlands geestelijke en martelaar
- Bernardino India, Venetiaans kunstschilder
- Andrej Koerbski, Russisch legeraanvoerder en historicus
- Adolf van Meetkerke, Zuid-Nederlands staatsman
- Floris van Montmorency, Zuid-Nederlands edelman
- Frans Mostaert, Zuid-Nederlands kunstschilder
- Gillis Mostaert, Zuid-Nederlands kunstschilder
- Thomas Percy, Engels edelman
- Paolo Veronese, Italiaans kunstschilder
- Johannes Jacob Wecker, Zwitsers alchemist
- Igram van Achelen, Zuid-Nederlands jurist (jaartal onzeker)
- Christoffel d'Assonleville, Zuid-Nederlands staatsman (jaartal bij benadering)
- Jan Camerlynck, Zuid-Nederlands opstandeling (jaartal bij benadering)
- Catharina van Hemessen, Zuid-Nederlands kunstschilderes (jaartal bij benadering)
- Guillaume de Poetou, Zuid-Nederlands dichter (jaartal bij benadering)

## Overleden
- 28 januari - Filips van Kleef (~68), Zuid-Nederlands edelman
- 14 februari - Edzard I van Oost-Friesland (~66), Fries edelman
- 29 februari - Patrick Hamilton (~23), Schots hervormer en martelaar
- 10 maart - Balthasar Hubmaier (~42), Zwitsers geestelijke
- 6 april - Albrecht Dürer (56), Duits kunstschilder
- april - Jan IV van Egmont (~28), Noord-Nederlands edelman
- 28 mei - Hugo de Moncada (~51), Spaans legerleider
- 27 juni - Ferry Carondelet (~54), Zuid-Nederlands diplomaat
- 5 juli - Johan II van Ribagorça (~71), Spaans staatsman
- 30 juli - Palma Vecchio, Italiaans kunstschilder
- 20 augustus - Georg von Frundsberg (54), Duits edelman
- augustus - Pietro Torrigiano (55), Florentijns beeldhouwer
- 21 september - Louis van Pullaer, Zuid-Nederlands componist
- oktober - Lo Spagna, Italiaans kunstschilder
- 7 december - Margaretha van Saksen (59), Duits edelvrouw
- Wigbolt van Ewsum, Gronings bestuurder
- Jacobus Fontanus, Zuid-Nederlands jurist en historicus
- Matthias Grünewald, Duits kunstschilder
- Ludovico Mazzolino (~48), Ferraraans kunstschilder
- Giovan Francesco Penni (~40), Italiaans kunstschilder
- Giovanni Antonio Requesta (~47), Venetiaans kunstschilder
- Gonzalo de Sandoval (~32), Spaans conquistador
- Mahmud Shah I, laatste sultan van Malakka
- Stanisław Stwosz, Pools beeldhouwer
- Lambrecht Thorn, Zuid-Nederlands monnik
- Giovanni da Verrazzano, Italiaans ontdekkingsreiziger (jaartal bij benadering)